# La Famille Safari
La Famille Safari - Life Is Wild : La Vie sauvage en Suisse ou C'est la jungle au Québec – (Life Is Wild) est une série télévisée américaine en treize épisodes de 42 minutes créée par Michael Rauch, basée sur la série britannique Vie sauvage (2006), et diffusée du 7 octobre 2007 au 3 février 2008 sur le réseau The CW.
En France, elle a été diffusée à partir du 21 décembre 2009 sur Série Club, avant d'être rediffusée du 21 octobre au 11 novembre 2011 sur M6, puis à partir du 20 avril 2013 sur 6ter, en Suisse sur TSR1, en Belgique sur La Une et au Québec depuis le 11 mai 2012 sur Explora.

## Synopsis
Danny Clarke un vétérinaire embarque toute sa famille loin de New York dans une réserve naturelle d'Afrique du Sud au grand désespoir de sa famille. Jo, la seconde épouse de Danny qui est accompagnée de Jesse, son fils rebelle, et Mia, sa jeune fille de sept ans, espèrent resserrer les liens familiaux avec Katie, l'adolescente et Chase, le jeune homme de onze ans, les deux enfants de Danny. Ce lieu sanctuarisé où vivent de nombreux animaux n'est pas inconnu de Danny puisque sa défunte épouse et mère de ses enfants a grandi ici. Il y retrouve son ex-beau-père, Art, un vieil homme grincheux.

## Fiche technique
- Titre original : Life Is Wild
- Titre français : La Famille Safari (Série Club) ; Life is Wild (M6)
- Titre suisse : Life is Wild : La Vie sauvage
- Titre québécois : C'est la jungle
- Création : Michael Rauch
- Réalisation : Brian Grant, Ed Fraiman, James Steven Sadwith
- Scénario : Michael Rauch, Dana Baratta, Sue Tenney
- Direction artistique : Victor Botha (supervision), Grant Carr
- Décors : Grant Carr
- Costumes : Pierre Vienings
- Montage : Michael LaHaie, Gary Levy
- Musique : Bill Meyers, Bob Christianson
- Production : Adam Friedlander
- Sociétés de production : CBS Paramount Network Television, Company Pictures
- Sociétés de distribution : The CW Television Network (USA)
- Nombre d'épisodes : 13 (1 saison)
- Durée : 42 minutes
- Dates de première diffusion :
  -  États-Unis : 7 octobre 2007
  -  France : 21 décembre 2009
  -  Québec : 11 mai 2012

## Distribution

### Acteurs principaux
- Leah Pipes (VF : Kelly Marot) : Katie Clarke
- D. W. Moffett (VF : Pierre Tessier) : Danny Clarke
- Stephanie Niznik (VF : Juliette Degenne) : Jo Weller-Clarke
- Andrew St. John (en) (VF : Sébastien Desjours) : Jesse Weller
- Mary Matilyn Mouser (VF : Lou Lévy) : Mia Weller
- David Butler III (VF : Gérard Rinaldi) : Arthur « Art »
- Tiffany Mulheron (VF : Karine Foviau) : Emily Banks
- K'Sun Ray (en) (VF : Gabriel Bismuth-Bienaimé) : Chase Clarke (11 épisodes)
- Calvin Goldspink (VF : Thomas Roditi) : Oliver Banks (11 épisodes)

### Acteurs récurrents et invités
- Shannon Esra (en) (VF : Laura Blanc) : Lauren (8 épisodes)
- Atandwa Kani (VF : Paolo Domingo) : Tumelo Masekela (7 épisodes)
- Precious Kofi (VF : Laurence Sacquet) : Mbali (7 épisodes)
- George Jackos (VF : Bernard Bollet) : Colin Banks (5 épisodes)
- Alex Cranmer (VF : Lionel Tua) : Steve (4 épisodes)

 Source et légende : version française (VF) sur RS Doublage

## Épisodes
1. Un nouveau départ (Pilot)
2. Ubuntu (Ubuntu)
3. Une affaire de famille (Open for Business)
4. Réconciliations (Heritage Day)
5. Le Guépard (Bad to the Bone)
6. L'Instant Archimède (Games People Day)
7. Le cœur a ses raisons (The Heart Wants what is Want)
8. Quand le chat n'est pas là (Animal House)
9. Code d'honneur (The Code)
10. Pris au piège (Rescue Me)
11. Love Stories (Love Life)
12. Le client est roi (P.O.C)
13. Retour à la case départ (Home)

## Commentaires
- Dans le pilote original, Brett Cullen et Judith Hoag interprétaient au départ Danny et Jo Clarke. Mais ils ont été remplacés. De même pour Jeremy Sheffield qui jouait Colin Banks a été remplacé par George Jackos.
- La série est tournée dans le parc Hartbeespoort Dam en Afrique du Sud qui sert également à la série britannique.
- L'unique saison a rassemblé seulement 1,6 million de téléspectateurs aux États-Unis alors que le tournage en Afrique du Sud a coûté très cher à la petite chaîne, The CW.
- Atandwa Kani et David Butler III ont également joué dans Vie sauvage. Atandwa a joué Thabo et David a joué Christian et Luc Peeters.